# Hal Walker
Hal Walker (Ottumwa, 20 marzo 1896 – Tracy, 3 luglio 1972) è stato un regista statunitense.

## Biografia
Cineasta di solido mestiere, fu dapprima assistente alla regia in alcuni film della prima metà degli anni quaranta, come Ricorda quella notte (1940) di Mitchell Leisen e Ritrovarsi (1942) di Preston Sturges, dopodiché nel 1945 diresse i suoi primi film, Donne indiavolate, Duffy's Tavern e The Stork Club.
Specializzato in commedie, nel 1946 diresse Bing Crosby, Bob Hope e Dorothy Lamour in I cercatori d'oro, terzetto che ritroverà nel 1952 in La principessa di Bali, sua ultima regia cinematografica. Il suo nome è inoltre legato a quattro dei primi film interpretati dalla coppia Dean Martin-Jerry Lewis, Irma va a Hollywood (1950), Il sergente di legno  (1950), Quel fenomeno di mio figlio (1951) e Attente ai marinai! (1952).

## Filmografia

### Cinema
- Donne indiavolate (Out of This World) (1945)
- Duffy's Tavern (1945)
- The Stork Club (1945)
- I cercatori d'oro (Road to Utopia) (1946)
- Irma va a Hollywood (My Friend Irma Goes West) (1950)
- Il sergente di legno (At War with the Army) (1950)
- Quel fenomeno di mio figlio (That's My Boy) (1951)
- Attente ai marinai! (Sailor Beware) (1952)
- La principessa di Bali (Road to Bali) (1952)

### Televisione
- I Married Joan – serie TV, 4 episodi (1952)
- Four Star Playhouse – serie TV, 1 episodio (1953)